# Matheus Bloem
Matheus Bloem, auch Mattewis, Matthys oder Mathäus (geboren um 1616 vermutlich in Amsterdam; gestorben nach 1666) war ein niederländischer Maler von Stillleben, der in den Jahren 1637 bis 1666 aktiv war. Einige seiner Werke sind in Museen erhalten geblieben.

## Leben
Bloem war der Bruder des Landschaftsmalers Jan Blom. Nachweislich schuldete er im Jahr 1655 seiner Kostfrau 1200 Gulden, ein Betrag, der sich über fünf Jahre angesammelt hatte. Als Gegenleistung gab er ihr seine Gemäldesammlung im Wert von 980 Gulden in Zahlung. Am 11. September 1655 verkaufte er zwei Bilder aus seiner Sammlung. Er schuf zumeist Stillleben mit Jagdszenen insbesondere mit Vogelmotiven. Er fertigte in Amsterdam für den damaligen Bürgermeister Cornelis Jan Witsen ein Plafond mit einer Allegorie aus Adlern, Kranichen, Pelikanen und Tauben. Eines seiner erhaltenen Werke, das einen Fuchs zeigt, ist im Jagdschloss Grunewald zu sehen. Sein Bruder Jan Blom setzte ihn (hier als Matthys Bloem bezeichnet) am 10. März 1658 zum Universalerben ein.

## Werke und Ausstellungen
Gemälde

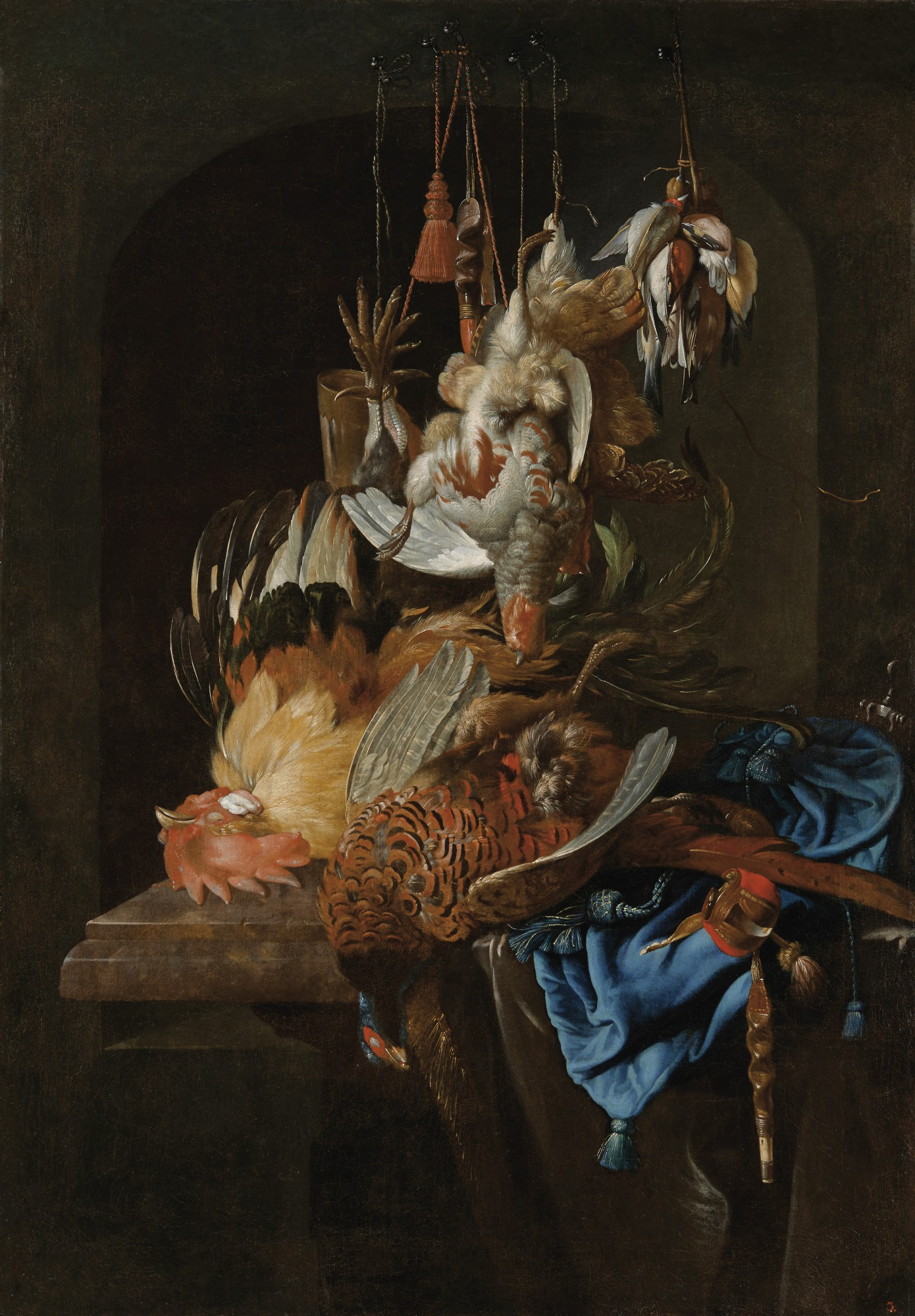
Öl auf Leinwand Jagdbeute 1650er-Jahre, Łazienki-Palast

- 1643 Schloss Langenstein bei Halberstadt
- 1653 Galerie Nordtkirchen (Totes Federwild)
- 1653 Galerie der Eremitage in Sankt Petersburg zwei Stillleben (Jagdbeute)[6]
- 1653 Museum Schloss Moyland bei Kleve
- 1657 Stockholm
- 1659 Kollektion Speck-Sternberg Museum der bildenden Künste Leipzig, (Großes Stillleben mit toten Vögeln)[7]

Zeichnungen
- 1642 Zeichnung mit Rotstift Museum der bildenden Künste Leipzig (Stillleben mit Krug, Gemüse und toter Taube)[8]
- 1658–1660 Braunschweig (vier große Waldansichten)

- 1659 Dresden (Ein waldiges Tal)

Ein waldiges Tal

Kunsthistorische Ausstellung Düsseldorf
- 1904 (Toter Schwan)[9]